# Nafpaktia
Nafpaktia (gr. Δήμος Ναυπακτίας, Dimos Nafpaktias) – gmina w Grecji, w administracji zdecentralizowanej Peloponez, Grecja Zachodnia i Wyspy Jońskie, w regionie Grecja Zachodnia, w jednostce regionalnej Etolia-Akarnania. Siedzibą gminy jest Nafpaktos. W 2011 roku liczyła 27 800 mieszkańców. Powstała 1 stycznia 2011 roku w wyniku połączenia dotychczasowych gmin: Nafpaktos, Apodotia, Pilini, Platanos, Andirio i Chalkia.